# Herbert Vaughan
Herbert Vaughan (ur. 15 kwietnia 1832 w Gloucester, zm. 19 czerwca 1903 w Mill Hill) – angielski duchowny katolicki, arcybiskup Westminster, prymas Anglii i Walii, kardynał.

## Życiorys
Przyszedł na świat w rodzinie oficera wojskowego i matki nawróconej na katolicyzm. Mieli 5 córek i 8 synów. Wszystkie córki wstąpiły do zakonów, a sześciu synów wybrało stan kapłański, z których trzech zostało biskupami (Roger - arcybiskupem Sydney, a John - biskupem pomocniczym Salford). Pobierał nauki m.in. w Belgii i Rzymie. Święcenia kapłańskie przyjął 28 października 1854. Wrócił do Anglii, a następnie wyjechał na misje. Kraje, które odwiedził to: Panama, Kolumbia, Stany Zjednoczone, Peru, Chile, i Brazylia. Następnie powrócił z powrotem do Anglii gdzie założył kolegium w Mill Hill, które kształcić miało przyszłych misjonarzy.
27 września 1872 został mianowany biskupem Salford. Sakry udzielił kardynał Henry Edward Manning. 8 kwietnia 1892 został jego następcą na urzędzie metropolity Westminster. W styczniu 1893 otrzymał kapelusz kardynalski z tytułem prezbitera Santi Andrea e Gregorio al Monte Celio z rąk papieża Leona XIII. Zmarł w roku 1903.